# 在コソボ日本国大使館
在コソボ日本国大使館（アルバニア語: Ambasada e Japonisë në Kosovë、セルビア語: Амбасада Јапана у Косову、英語: Embassy of Japan in Kosovo）は、日本がコソボの首都プリシュティナに設置している大使館である。在プリシュティナ日本国大使館（アルバニア語: Ambasada e Japonisë në Prishtinë、セルビア語: Амбасада Јапана у Приштини、英語: Embassy of Japan in Pristina）とも。2022年1月より、山中啓介が臨時代理大使を務めている。

## 沿革
2009年2月25日、日本とコソボの間で外交関係が樹立される。その後、日本の外交使節団はウィーンに常駐していたが、2020年1月1日、まず在コソボ兼勤駐在官事務所としてプリシュティナに大使館が開館した。初代常駐臨時代理大使は小笠原光紀。

## 住所
177 Lidhja e Pejës, 10000 Prishtina